# Tatsachen
Tatsachen ist eine deutschsprachige Heftroman-Reihe, die in Berlin im Deutschen Militärverlag,  Militärverlag der DDR und Brandenburgischen Verlagshaus erschien. Die Reihe enthält Literatur „nach Tatsachen erzählt“. Die „Tatsachenreihe“ erschien monatlich von 1961 bis 1990. Insgesamt erschienen 342 Bände. Der Bandumfang beträgt jeweils 64 Seiten. Die Heftreihe enthält Erzählungen insbesondere aus Politik, Spionage und Militär. Viele populäre DDR-Literaten haben an der Reihe mitgewirkt, wie z. B. Harry Thürk, der mit mehreren Bänden vertreten ist, aber auch weniger bekannte Autoren. Ebenfalls vertreten sind Autoren aus dem (sozialistischen) Ausland. Den Band 137 mit der Tatsachenerzählung „PQ 17“ beispielsweise bilden von Leon Nebenzahl ins Deutsche übersetzte Auszüge aus der russischen „Dokumentarischen Tragödie“ Requiem für Geleitzug PQ 17 von Walentin Pikul (1928–1990) über den alliierten Nordmeergeleitzug PQ 17, dessen fast vollständige Zerstörung im Juli 1942 durch deutsche U-Boote und Flugzeuge erfolgte. Die folgende Übersicht liefert Angaben zu Bandnummern, Titeln und Verfassern:

## Bände
- 1 Geschwader der Gangster. Harry Thürk
- 2 Projekt Manhattan. Pete Weill
- 3 Die Schlacht am Waterberg. Günter Hesse
- 4 Zurück nach Wola. Janina Broniewska[3]
- 5 Es geschah in Paris. Klaus Beuchler
- 6 Armee aus dem Dschungel. Harry Thürk
- 7 Das Gelöbnis. N. K. Popjel
- 8 Hinter der Front. G. Linkow
- 9 Die Vergeltung des Abdul Salem. Maximilian Scheer
- 10 Justizmord in Dedham. Hasso Grabner
- 11 Gejagt bis zur letzten Minute. Rudi Peschel
- 12 Parole "Jan-Warszawa". Julian Banet
- 13 Der Teufel von Iasi. Günter Hesse
- 14 Festung Brest. Erwin Bekier
- 15 Bis zum letzten Schuss. Erwin Bekier
- 16 Mord ist geplant. Wolfgang Neuhaus
- 17 Bomben auf Freiburg. Werner Wertke
- 18 Ausbruch. Herbert Horn
- 19 Attentäter. Günter Felkel
- 20 Flucht über das Eis. Fred Geher
- 21 Fahndungssache V. Herbert Paul
- 22 Ein gefährlicher Zeuge. Klaus Vogt
- 23 Raketen in Dora. Hottas Seifert
- 24 Blockade-Brecher. Erwin Bekier
- 25 Im Schatten des Todes. Gerhard Berchert
- 26 Auf Spähtrupp in Berlin. Günter Hesse
- 27 Herren der Wälder. Wolfgang Neuhaus
- 28 Bis die Festung fiel. Klaus Kapinos
- 29 Geheimauftrag Ford-Theater. Otto Bonhoff
- 30 Zweikampf in Moabit. Richard Groß
- 31 Ein Schiff wird gejagt. Herbert Paul
- 32 Die letzten Stunden des Dr. Rietzsch. Johannes Arnold
- 33 Geheimsender Schneewittchen. Rudi Peschel
- 34 Die Wege der Mörder. Paul Kanut Schäfer
- 35 Sprung in die Nacht. Neuhaus / Weise
- 36 Hauptquartier Höllental. Johannes Arnold
- 37 Kilometerstein 36,5. Wolfgang Neuhaus
- 38 Mit mir fliegt der Tod. Johannes Arnold
- 39 Die stählerne Insel. Erwin Bekier
- 40 Der schwimmende Sarg. Herbert Paul
- 41 Flucht aus dem Grab. Helmuth Pelzer
- 42 Im Kessel von Graudenz. Günter Gregor
- 43 U-Boote vor Pearl Harbor. Harry Thürk
- 44 Sprung über die Elbe. W. Beck
- 45 Elster zielt auf New York. Otto Bonhoff
- 46 Bis in die Hinrichtungszelle. Kurt Türke
- 47 Geheimunternehmen Greif. Günter Hesse
- 48 Die Flucht des Mörders. Johannes Arnold
- 49 Der dritte Mann am Telefon. Klaus Beuchler
- 50 Als erster über der Arktis. Erwin Bekier
- 51 Aktion Castor. Joachim Ret
- 52 Attentat in Colorado. Otto Bonhoff
- 53 Operation Wunderland. Erwin Bekier
- 54 Sturm auf dem Reichstag. Fred Geher
- 55 Witwen ohne Totenschein. Joe Hansen
- 56 Alamstart im Morgengrauen. Rudi Peschel
- 57 Deckname Bordereau. Otto Bonhoff
- 58 Geben Sie sofort SOS. Fred Geher
- 59 Verwischte Spuren. Klaus Beuchler
- 60 Minen im Hafen. Günter Hesse
- 61 Entscheidung in Pancevo. Johannes Arnold
- 62 Schüsse in Bordeaux. Otto Bonhoff
- 63 Flucht in die Dünen. Joachim Ret
- 64 Das erste Gefecht. Wolfgang Neuhaus
- 65 Geheimnis der Tapferen. Eduard Claudius
- 66 Die Legende des Dolganen. Erwin Bekier
- 67 Kidnapper. Fred Geher
- 68 Der lautlose Tod im Gepäck. Otto Bonhoff
- 69 Kennwort "gisela". Günter Koch
- 70 Schmuggler am Rio Tapajos. Otto Bonhoff
- 71 Die neunzehnte Attacke. Jan Wilhelm
- 72 Zitadelle blieb nicht geheim. Alexander Lukin
- 73 Der Skorpion. Klaus Beuchler
- 74 Bomben auf Habana. Schumacher
- 75 Im Eis gefangen. Thomas Weide
- 76 Arnost wird gesucht. Gerhard Berchert
- 77 Alarm im Abschnitt 15.7. N. K. Popjel
- 78 Zwischenfall im Cockpit. Rudi Peschel
- 79 Auf heimlichen Pfaden. Günter Gregor
- 80 In den Wäldern von Krasny Bor. Sobiesak Jegorow
- 81 Sonderauftrag Telegrafenamt. Erwin Bekier
- 82 Operation drei Pfeile. Monika Warnenska
- 83 Capitano tedesco. Johannes Arnold
- 84 Wettlauf zum roten Zelt. Herbert Paul
- 85 Im Auftrag der Tscheka. Wartkes Tewekeljan
- 86 Verschwörern auf der Spur. Pawel Malow
- 87 Kurier der Aufständischen. Iwan Kolos
- 88 Zwei retten eine Stadt. Otto Bonhoff
- 89 Brand im Lustgarten. Paul Kanut Schäfer
- 90 Der Diamantenflieger. Erwin Bekier
- 91 Auf der Spur der roten Steine. Erwin Bekier
- 92 Geheimaktion "Bird Dog". Günter Koch
- 93 Doch in Florida tanzt man unter Palmen. Otto Bonhoff
- 94 Der verschwundene Froschmann. Günter Hesse
- 95 21 Sekunden allein mit dem Tod. Karl Heinz Eyermann
- 96 Handstreich in Jarzewo. Wolfgang Neuhaus
- 97 Mord in Corleone. Horst Szeponik
- 98 Die Hölle an der Riesenspitze. Kristian Fredriksen
- 99 Schüsse in den Beskiden. Jan Gerhard
- 100 Die Würfel fallen vor Sana´a. Otto Bonhoff
- 101 Verschwörung der Schwarzgardisten. Pawel Malkow
- 102 Flucht aus der Todeszelle. Roman Günter Marczikowski
- 103 Fahrt durch die Hölle. Fred Geher
- 104 Die Versenkung der Athenia. P.-H. Freyer
- 105 Die Rechnung ging nicht auf. Herbert Schauer
- 106 Ausbruch aus dem Tal des Todes. Boris Tscholpanow
- 107 Das Geheimnis der Schwarzen Katzen. Günter Koch
- 108 Der Fall ist noch nicht abgeschlossen. Otto Bonhoff
- 109 Flakbatterie Georgi Dimitroff. Günter Gregor
- 110 Mord mit der Wolfsflinte. Kurt Rückmann
- 111 Die ersten Sklaven der Jatjuschka. Heinz Bergmann
- 112 Entdeckung im Arsenal. Otto Bonhoff
- 113 Richter Lynch im Dixieland. Kurt Rückmann
- 114 Massaker am Bismarckplatz. Rolf Wenzel
- 115 Die Nacht auf dem Amur. Erwin Bekier
- 116 Kundschafter. Nikolai Gnidjuk
- 117 Im Hinterland. Nikolai Gnidjuk
- 118 Der Ermordete von Brottewitz. Ursula Höntsch-Harendt
- 119 Brandfackel vor Kap Guardafui. Paul Herbert Freyer
- 120 Augen am Fjord. Kristian Fredriksen
- 121 Widerstand im Zieldorf. Stoll Langguth
- 122 Aufstand im Zieldorf. Stoll Langguth
- 123 Als die Seekatze biß. Gerhard Kube
- 124 Mord in Miike. Otto Bonhoff
- 125 KSS in Gefahr. Dieter Flohr
- 126 Objekt Nr.1. Erwin Bekier
- 127 Flucht vorn der Insel. M.P. Dewjatajew
- 128 Die Schlinge. Günter Hesse
- 129 Der Hölle entronnen. Sepp Plieseis
- 130 Der Fotograf von Paris. Otto Bonhoff
- 131 Hier spricht Berlin. Helga Stötzer
- 132 Es geschah in Saloniki. Kurt Rückmann
- 133 4000 Rm Kopfgeld. Rolf Peter Bernhard
- 134 Mord auf dem Campamento. Kurt Rückmann
- 135 Der Bürgermeister von Wilmersdorf. Günter Koch
- 136 Aktion Leuchtturm. Gunther Wendekamm
- 137 PQ 17. W. Pikul
- 138 Die ersten Falken. André Schell
- 139 Das Spionageschiff. Paul Herbert Freyer
- 140 K-52 im Einsatz. I. W. Trawkin
- 141 Ermittlung gegen Unbekannt. Susanne Günther
- 142 Genosse Dr. Sorge.
- 143 Der Marsch in die Wüste. Günter Hesse
- 144 Mord vor der Kamera. Kurt Rückmann
- 145 Das Leben der Kundschafterin. Asarow/Anochin
- 146 Von Madrid nach Malaga. Hans Joachim Krenzke
- 147 Le Fort beschießt Waren. Rolf-Peter Bernhard
- 148 Attentat auf Rene Schneider. Gunther Wendekamm
- 149 Ein Schiff flog in die Luft. Kurt Rückmann
- 150 Der Tod von Palomares. Fred Geher, Fred Helbig
- 151 Am Ende stand der Galgen. Kurt Rückmann
- 152 Durchbruch nach Haiphong. Richard Blumenthal
- 153 Flug Saaremaa-Berlin. Olaf Groehler
- 154 Durch Dschungel und Savannen. N. Bosew
- 155 Flammen über Czechowice. Slawomir Wilonski
- 156 Knobelsdorffs Fiasko. Rolf-Peter Bernhard
- 157 Kommandant auf STSCH-303. I. W. Trawin
- 158 Wounded Knee 1973. Günter Hesse
- 159 Zwischen Leben und Tod. Otto Bonhoff
- 160 Charkow-Ural. Horst Reinhart
- 161 Kampf ums Öl. Peter Bols
- 162 Das Geheimnis um Block 19. Günter Hesse
- 163 Mord im Atlantik. Günter Larisch
- 164 Absprung bei Hormersdorf. Gunther Wendekamm
- 165 Gefahrvolle Route. Rudi Peschel
- 166 Kämpfe um den Kanal. Fred Mercks
- 167 Reiseziel Kamas. Günter Hesse
- 168 Freischärler. Hans Maur
- 169 Entscheidung am Boyaca. Micha Stanraw
- 170 Die Spurensuche. Jewgeni Rjabtschikow
- 171 Schüsse aus der gelben Kutte. Kurt Rückmann
- 172 Zweimal zum Tode verurteilt. Edmund Aue
- 173 Auf den Spuren der Partisanen. Karl Pioch
- 174 Das gestohlene Radargerät. Gerhard Meer
- 175 In der Ersten Reiterarmee. Stefan Szpinger
- 176 Vorstoß zum Kilometer 82. Franz Köhler
- 177 Blaues Kreuz und roter Stern. Slawomir Wilonski
- 178 Über der mongolischen Steppe. A. W. Woroshejkin
- 179 Al Capone von Berlin. Günter Koch
- 180 Invasion in Panama. Fred Mercks
- 181 Die letzte Runde. Andreas Ciesielski
- 182 Torpedo-Angriff. Dieter Flohr
- 183 Abschuss über Sinai. Rudi Peschel
- 184 Geheimangriff Bärenschenke. Günter Koch
- 185 Wie ich Kundschafter wurde. Iwan Winarow
- 186 Gift über Seveso. Gerhard Meer
- 187 Die Reise zum Kältepol. Franz Köhler
- 188 Der Kursus. Günther Hoppe
- 189 Bomben ohne Zünder. Stoll Drews
- 190 Landung am Cajobabo. Günter Larisch
- 191 Springende Frösche. Harry Thürk
- 192 Der Henker von Lyon. Erwin Nippert
- 193 Die Zuluschlacht. Helmut Blocksdorf
- 194 Einen anderen Weg gab es nicht. Alexander Dunajewski
- 195 Ein Job in Übersee. Fred Mercks
- 196 Fußgänger der Luft. Roland Steyer
- 197 Landung 13.05 Uhr. Dieter Flohr
- 198 Schwarzer Zorn. Günter Hesse
- 199 Blitze an der Trasse. Peter Böttcher
- 200 Batterie schweigt. Rudi Peschel
- 201 Über dem Kursker Bogen. A. W. Woroshejkin
- 202 Ina. Wera und Claus Küchenmeister
- 203 Kurier Edwin. Gunther Wendekamm
- 204 Tod auf dem Mont-Valerien. Erwin Nippert
- 205 Schüsse im Januar (1). Wera und Claus Küchenmeister
- 206 Schüsse im Januar (2). Wera und Claus Küchenmeister
- 207 Einsatzort Lalendorf. Wilfried Arlt
- 208 Skandalin Burbank. Hans A. Ritter
- 209 Die Hölle von Fort d´Issy. Jürgen Höpfner
- 210 Geheimauftrag Ford-Theater. Otto Bonhoff
- 211 Edmond Korps. Oscar C. Heemans
- 212 Flugplatz Geschichten. Günter Schmitt
- 213 Brennpunkt aufgeklärt. Helmut Blocksdorf
- 214 Waffen für den Maquis. Slawomir Wilonski
- 215 Der Junge Kazike. Kurt Kauter
- 216 Taucheralarm. Roland Steyer
- 217 Entscheidung an der Angara. Peter Böttcher
- 218 Reise nach Los Alamos. Hans A. Ritter
- 219 Mitternachtssonne. Otto Bonhoff
- 220 Feuertaufe in den Bergen. Erwin Nippert
- 221 Flug Krasnojarsk-Igarka. W. S. Molokow
- 222 Kurs Eisscholle. W. S. Molokow
- 223 Mit Funkgerät im Hinterland. Vinzent Porombka
- 224 Operation Chanchera. Knut Velhagen
- 225 Das Juligefecht. S. Waupschassow
- 226 Die Maske des Kunsthändlers. Erwin Nippert
- 227 Raketenstart. Dieter Flohr
- 228 Schüsse im Tiergarten. L. M. Krjutschkow
- 229 Überfall im Hohen Fläming. Hans Ch. Heide
- 230 Minen unter dem Kanal. Wolf Liebisch
- 231 Mit der La-5 in die Slowakei. Frantisek Fajtl
- 232 Luftkämpfe über der Slowakei. Frantisek Fajtl
- 233 Deckname Benno. Karl Pioch
- 234 Weißenseer Frühling. Günter Hesse
- 235 Feuerwerk in den Bergen. Drews/Stoll
- 236 Koreagate. Hans A. Ritter
- 237 Die Jakobiner von Wladimir. W. Schewtschenko
- 238 Mit Sonderauftrag nach Rskow. Frank Schumann
- 239 Im Hinterland. Frank Schumann
- 240 Silone. Vasco Filipov
- 241 Heringskrieg. Fred Mercks
- 242 Giftige Wolken. Gerhard Meer
- 243 Arzt ohne Examen. Christine Roßberg
- 244 Der geheime Flugplatz. Pjotr Ignatow
- 245 Silvesterglocken für den Tod. Hans Bach
- 246 Abschuß über Sinai. Rudi Peschel
- 247 Das Malmedy-Massaker. Erwin Nippert
- 248 Operation Müll. Karl-Heinz Weber
- 249 Tod am Satansfluß. Peter Böttcher
- 250 Neubeginn in Espenhain. Frank Schumann
- 251 Nellis-Report. Harri Kander
- 252 Recherchen in Metro-Manila. Harri Kander
- 253 Tod in der Nordsee. Volker Grundmann
- 254 Das Nest des Kondors. Pedro Torres
- 255 Ein Leben ist zu wenig. Lore Wolf
- 256 Dunkle Jahre. Lore Wolf
- 257 Flug ohne Rückkehr. Frank Schumann
- 258 Das Gold der "Egypt". Günter Lanitzki
- 259 Hochverrat. Lorenz Heldt
- 260 Trumpfdame. Lew Schejnin
- 261 Der Untergang der Cap Arcona. Hans Bach
- 262 Die Pechsträhne des Hern von Puttkamer. Frank Schumann
- 263 Niemand ist sicher. Günter Hesse
- 264 Das Gewissen des Dr. Bardudo. Günter Hesse
- 265 Eskorte für Dr. Stockmann. Alexander Jesch
- 266 Mord in Nowawes. Kaiser / Moc / Zierholz
- 267 Duell in den Wäldern. Alexander Saburow
- 268 Gelandet. Horst Karos
- 269 Orlando. Christine Barckhausen-Canale
- 270 Erprobungsflug. Hartmut Buch
- 271 Konvoi im Feuerhagel. Günter Larisch
- 272 "...bleiben auf Empfang". Rudolf Fey
- 273 Unternehmen Kanalzone. Kurt Rückmann
- 274 Die Giftküche der IG Farben. Gerhard Meer
- 275 50 Meilen durch feindliche Linien. Alexander Jesch
- 276 Die letzten 26 Tage. Erwin Nippert
- 277 Operation Greyhound. Günter Lanitzki
- 278 Mord in Braunschweig. Heinz Cordes
- 279 Attentat auf den König. Kaiser/ Moc / Zierholz
- 280 Wenn die Schüsse verstummen. Vasco Filipov
- 281 Fahndung im Sumpf. Günter Hesse
- 282 Mord im Elsengrund. Kaiser/ Moc / Zierholz
- 283 Sie kommen aus den Grass-Roots. Hans-Jörg Gluschke-Reineck
- 284 Landstreiche. Alexander Jesch
- 285 Das Mädchen Kien. Erwin Bekier
- 286 Die Spur der Grauen Wölfe. Erwin Nippert
- 287 Marsch aus der Sierra Maestra. Kurt Kauter
- 288 Bomben auf Havanna. Günter Schumacher
- 289 Operation Grandola. Christian Olden
- 290 Weg ohne Gnade. Hans Bach
- 291 Jenseits des Polarkreises. Frank Schumann
- 292 Feldzug mit Geneal Mafia. Polkehn / Szeponik
- 293 Die Front überwunden. Gunther Wendekamm
- 294 Mehrmals durch die Frontlinie. Bruno Schneider
- 295 Die Erben des Hexers. Hannes Bahrmann
- 296 Das Geschwader der Gangster. Harry Thürk
- 297 Ein Leben für die Fliegerei. Hans Ahner
- 298 Orzel kommt durch. Günter Larisch
- 299 Schneenot. Detlef Franke
- 300 Unternehmen Benedict. Olaf Groehler
- 301 Begegnungen im Gelobten Land. Susanne Statkowa
- 302 Der Diamantenflieger. Erwin Bekier
- 303 Auf der Spur der roten Steine. Erwin Bekier
- 304 Mordsache Marloh. Hans Bach
- 305 Rauschgift. Wolfgang Titze
- 306 Rufe aus dem Schützengraben. Heinz Glogau
- 307 Flammen über Texel. Ruud Brouver
- 308 Die Bomben des Fürsten Koki. Sonja Striegnitz
- 309 Zeppelin nordwärts. Hans Ahner
- 310 Der Atem des Todes. Gerhard Grümmer
- 311 Versunken für immer. Joachim Winde
- 312 Feuer vom Hohen Hause. Frank Schumann
- 313 Nach dem Mörder wird gefahndet. Wolfgang Mittmann
- 314 Pardon für einen Mörder. Alexander Jesch
- 315 Die Killerkompanie. Axel Derfürst
- 316 Dora darf nicht schweigen. Kurt Pelny
- 317 Glanz und Elend des Boxers Rubin Carter. Ulf Harms
- 318 Der dritte Mann am Telefon. Klaus Beuchler
- 319 Looping. Hartmut Buch
- 320 Affäre Hasenfus. Hannes Bahrmann
- 321 Die Sonnenscheinpilotin. Hans Ahner
- 322 Die Beichte. Wolfgang Stein
- 323 Kommandant auf Schtsch-303. I. W. Trawkin
- 324 Der Todesengel von Auschwitz. Erwin Nippert
- 325 Aktion Forelle. Kurt Rückmann
- 326 Adiau, mon general! . Horst Schluckner
- 327 Der fliegende Oberförster. Hans Ahner
- 328 "Mosquitos" im Anflug. Rudi Peschel
- 329 Beduinen greifen an. Ruud Brouver
- 330 Die Katastrophe von Windscale. Gerhard Grümmer
- 331 Die Gasse im Minenfeld. Bruno Schneider
- 332 Ben Johnson Täter oder Opfer?. Klaus Ullrich
- 333 Amal heißt Hoffnung. Karl-Heinz Schneider
- 334 Abgeschlachtet vor den Toren. Frank Schumann
- 335 Gefahr am Bohrturm 160. Wolfgang Mittmann
- 336 K-51 im Einsatz. I. W. Trawkin
- 337 Der Raubzug in China. Jürgen Lampe
- 338 Der überlebende Tod. Gotthard Feustel
- 339 Eine Revolution für 200 000 Dollar. Lieselotte Kramer-Kaske
- 340 Phnom Penh, Stunde Null. Klaus Christian
- 341 Der Werwolf von Penzberg. Kersten Groehler
- 342 Geheimauftrag für Mister Ellsberg. Kurt Rückmann